# Piotr Skubała
Piotr Michał Skubała (ur. 29 lipca 1955 w Chorzowie) – polski naukowiec, ekolog, akarolog, profesor nauk biologicznych, etyk środowiskowy, popularyzator nauki, edukator ekologiczny, działacz na rzecz ochrony przyrody, aktywista klimatyczny.

## Życiorys
Ukończył w 1974 roku I Liceum Ogólnokształcące im. J. Słowackiego w Chorzowie, a następnie biologię (1979) na Uniwersytecie Śląskim. Od 1981 roku pracuje w Katedrze Ekologii Wydziału Biologii i Ochrony Środowiska na tej uczelni. W 1992 roku obronił tam doktorat Analiza akologiczno-faunistyczna zgrupowań glebowych Oribatida (Acarida) rezerwatu „Pod Rysianką” (promotor: Stanisław Dziuba). Habilitował się w 2004 roku na podstawie rozprawy Colonization and development of oribatid mite communities (Acari: Oribatida) on post-industrial dumps. Tytuł naukowy profesora otrzymał w 2014 roku. Był też nauczycielem biologii i ochrony środowiska w I LO w Chorzowie (1979, 1986–1998), nauczycielem biologii (z językiem wykładowym – angielskim) w Katolickim Liceum Ogólnokształcącym w Sosnowcu (1996–1998), nauczycielem biologii w Niepublicznym Liceum Ogólnokształcącym Polskiego Związku Biathlonu – Szkole Mistrzostwa Sportowego w Chorzowie (1996–1999) oraz wykładowcą w Międzynarodowym Miasteczku Edukacji Ekologicznej w Rogoźniku (1992–2002). Jego zainteresowania naukowe dotyczące glebowych roztoczy koncentrują się wokół takich zagadnień jak: wykorzystanie mechowców (Oribatida) w paleoakarologii, wpływ roślin inwazyjnych na kształtowanie się zgrupowań glebowych roztoczy (Acari), bioakumulacja metali ciężkich u różnych gatunków Oribatida, sukcesja roztoczy w martwym drewnie, kolonizacja i rozwój zgrupowań glebowych roztoczy na zwałach poprzemysłowych, czy zgrupowania Oribatida w gradiencie skażenia.

## Działalność ekspercka, społeczna i popularyzatorska
- ekspert ds. etyki (ethic expert) w Komisji Europejskiej w Brukseli (program HORIZON 2020, od 2016)
- członek komisji ds. GMO i GMM przy Ministrze Środowiska (2014–2019)[6]
- członek kolegium redakcyjnego czasopisma „Acarologia” (Francja)[7], „Journal of Pollution Effects and Control” (USA)[8], „Zoophilologica. Polish Journal of Animal Studies” (Polska)[9] i „AURA. Ochrona środowiska” (Polska)[10]
- Przewodniczący Komisji Rewizyjnej w Polskim Towarzystwie Akarologicznym (2008–2019).
- członek „Nauki dla przyrody”[11]
- członek Rady Naukowej Śląskiego Ogrodu Botanicznego w Mikołowie (od 2005)[12]. Członek Rady ds. różnorodności biologicznej Parku Śląskiego (od 2016)[13]
- autor stałego działu pt. „Przemyśleć przyrodę na nowo” w miesięczniku „AURA – Ochrona środowiska” (od 2013)
- stały współpracownik i redaktor prowadzący działu „Wokół tajemnicy życia na Ziemi” w miesięczniku „Dzikie Życie” (od 2013)[14]
- organizator Festiwalu Kultury Ekologicznej „ZIELONO MI” w Katowicach (2007–2013)[15]
- organizator i prowadzący spotkania Klubu Myśli Ekologicznej w Katowicach (od 2012)[16]
- przewodniczący wojewódzkiego Jury Olimpiady Wiedzy Ekologicznej – etapu w Katowicach (od 2014)
- spiker klimatyczny, współpracuje z fundacją Al Gore’a – Climate Reality Project (od 2018)
- współpracuje z mediami lokalnymi, krajowymi i zagranicznymi w charakterze eksperta w zakresie ekologii i ochrony środowiska i popularyzatora nauki[17]
- prowadzi bardzo ożywioną działalność dydaktyczną i popularyzatorską wiążącą się z wygłaszaniem wykładów, prowadzeniem warsztatów w Polsce i za granicą, w innych ośrodkach naukowych, dla szkół różnego typu, komitetów olimpiad przedmiotowych, urzędów miasta, organizacji ekologicznych, fundacji, instytucji filmowych, kulturalnych, politycznych, placówek dydaktycznych, urzędów miasta, ogrodów botanicznych i zoologicznych. W większości obejmują one szeroko pojętą problematykę ekologiczną, wiążą się z problematyką kryzysu klimatycznego, etyką ekologiczną, zagadnieniem zrównoważonego rozwoju
- do 1989 roku związany z Polskim Czerwonym Krzyżem, w którym od 1974 roku pełnił szereg kierowniczych funkcji we władzach Ruchu Młodzieżowego Polskiego Czerwonego Krzyża oraz władzach statutowych PCK, a swoje zainteresowania społecznikowskie związał w głównej mierze z działalnością w środowisku osób niepełnosprawnych
- aktywista w Śląskim Ruchu Klimatycznym[18]

## Odznaczenia i wyróżnienia
- Brązowy Krzyż Zasługi (2007)[19][20]
- Medal Komisji Edukacji Narodowej (1989)
- Odznaka Honorowa za Zasługi dla Ochrony Środowiska i Klimatu (2025)[21]
- Odznaka Honorowa PCK IV stopnia (1979), III stopnia (1984) i II stopnia (1988)
- Medal Pamiątkowy 60-lecia PCK (1979)
- odznaka „Za Zasługi dla Uniwersytetu Śląskiego” (2019)
- nagroda indywidualna „ZIELONY CZEK” za osiągnięcia w zakresie edukacji ekologicznej, Wojewódzki Fundusz Ochrony Środowiska i Gospodarki Wodnej w Katowicach (2006)[22]
- nagroda zespołowa „ZIELONY CZEK” za działania popularyzatorskie i promocję postaw proekologicznych, Wojewódzki Fundusz Ochrony Środowiska i Gospodarki Wodnej w Katowicach (2013)[23]
- tytuł „Dobromira Roku 2013” za organizację inicjatyw na rzecz ekologii (nagroda przyznana w ramach Ekologicznego Kongresu Gospodarczego, Katowice, 11–12 maja 2013)[24]

## Życie prywatne
Żonaty z Elwirą, nauczycielką historii w Uniwersyteckim I Liceum Ogólnokształcącym im. Juliusza Słowackiego w Chorzowie.

## Publikacje
Piotr Skubała jest autorem wielu publikacji naukowych i popularnonaukowych z etyki ekologicznej, filozofii środowiskowej, edukacji ekologicznej, ochrony środowiska, rozwoju zrównoważonego. Wiedzę biologiczną łączy z zainteresowaniami filozoficznymi i etycznymi, stoi na gruncie holistycznej koncepcji przyrody, reprezentuje stanowisko biocentryczne.

### Publikacje akarologiczne

#### Monografia autorska
- Skubała P. 2004. Colonization and development of oribatid mite communities (Acari: Oribatida) on post-industrial dumps. Prace Naukowe Uniwersytetu Śląskiego w Katowicach nr 2219. Wydawnictwo Uniwersytetu Śląskiego, Katowice, s. 216, 17 tabl., CD-ROM. ISBN 83-226-1327-X.

#### Artykuły i rozdziały w książkach (wybrane)
- Zmudczyńska-Skarbek K., Barcikowski M., Drobniak S. M., Gwiazdowicz D. J., Richard P., Skubała P., Stempniewicz L. 2017. Transfer of ornithogenic influence through different trophic levels of the Arctic terrestrial ecosystem of Bjørnøya (Bear Island), Svalbard. Soil Biology and Biochemistry 115: 475–489. doi: https://doi.org/10.1016/j.soilbio.2017.09.008
- Rola K., Kurek P., Skubała P. 2017. Badger (Meles meles) disturbances affect oribatid mite (Acari: Oribatida) communities in European temperate forests. Applied Soil Ecology 121: 20–30. http://dx.doi.org/10.1016/j.apsoil.2017.09.013
- Skubała P., Rola K., Osyczka P. 2016. Oribatid communities and heavy metal bioaccumulation in selected species associated with lichens in a strongly metal contaminated habitat. Environmental Science and Pollution Research 23: 8861–8871, DOI: 10.1007/s11356-016-6100-z
- Skubała P., Rola K., Osyczka P., Kafel A. 2014. Oribatid Mite Communities on Lichens in Heavily Contaminated Post-Smelting Dumps. Archives of Environmental Contamination and Toxicology 67: 578–592. https://doi.org/10.1007/s00244-014-0066-y
- Skubała P., Smyrnova-Trybulska E. 2014. E-learning as an effective modern method of building a sustainable society. International Journal of Continuing Engineering Education and Life-Long Learning 24(1): 62–76.
- Skubała P., Dethier M., Madej G., Solarz K., Mąkol J., Kaźmierski A. 2013. How many mite species dwell in subterranean habitats? A survey of Acari in Belgium. Zoologischer Anzeiger – A Journal of Comparative Zoology 252: 307–318.
- Skubała P., Zaleski T. 2012. Heavy metal sensitivity and bioconcentration in oribatid mites (Acari, Oribatida). Gradient study in meadow ecosystems. Science of the Total Environment. 414: 364–372. doi:10.1016/j.scitotenv.2011.11.006.
- Skubała P., Maślak M. 2009. Succession of oribatid fauna (Acari, Oribatida) in fallen spruce trees: Deadwood promotes species and functional diversity. In: Sabelis M.W., Bruin J. (eds.) Trends in Acarology. Springer, Dordrecht, The Netherlands: 123–128. ISBN 978-90-481-9836-8.
- Skubała P., Kafel A. 2004. Oribatid mite communities and metal bioaccumulation in oribatid species (Acari, Oribatida) along the heavy metal gradient in forest ecosystems. Environmental Pollution, Elsevier, 132: 51–60.
- Skubała P. 1999. Colonization of a dolomitic dump by oribatid mites (Acari, Oribatida). Pedobiologia, Urban & Fischer Verlag, Jena, 43: 145–159.
- Skubała P. 1995. Moss mites (Acarina: Oribatida) on industrial dumps of different ages. Pedobiologia, Urban & Fischer Verlag, Jena, 39: 170–184.
- Niemi R., Skubała P. 1993. New species of Moritzoppia and Medioppia from Beskidy Mountains, Poland (Acarina, Oribatida, Oppiidae). Entomologica Fennica: 195–200.

### Publikacje o tematyce ekologicznej i pozostałe

#### Książki
- Legutko-Kobus P., Rzeńca A., Skubała P., Sobol A. 2020. Miasta i ich mieszkańcy w obliczu wyzwań adaptacji do zmian klimatu (Cities and city residents in the face of the challenges to adapt to climate change). Studia Cykl Monografii, t. 8/200. Polska Akademia Nauk, Komitet Przestrzennego Zagospodarowania Kraju, Warszawa, s. 151. ISBN 978-83-63305-92-5.
- Ogrodnik B., Kulik R., Skubała P. 2010. Filozofia, psychologia i ekologia w edukacji dla zrównoważonego rozwoju. Śląski Ogród Botaniczny, Mikołów 2010, s. 179. ISBN 978-83-925250-9-7.
- Skubała P., Kukowka I. 2010. Zrozumieć przyrodę na nowo. 10 zasad jak uczyć o przyrodzie, by budować motywację do działań ekologicznych. Zeszyty Ekologiczne, Zeszyt 1. Pracownia na Rzecz Wszystkich Istot, Bystra, s. 103. ISBN 978-83-61453-04-8.

#### Redakcja książki
- Skubała P. (red.) Homo naturalis. Przyrodnicze, społeczne i ekonomiczne aspekty rozwoju zrównoważonego. WORD-PRESS, Katowice 2009, s. 287. ISBN 978-83-88605-17-8.

#### Rozdziały w książkach i artykuły w czasopismach (wybrane)
- Słowiński M., Skubała P., Zawiska I., Kruk A., Obremska M., Milecka K., Ott F. 2018. Cascading effects between climate, vegetation, and macroinvertebrate fauna in 14,000-year palaeoecological investigations of a shallow lake in eastern Poland. Ecological Indicators 85: 329–341. doi: https://doi.org/10.1016/j.ecolind.2017.09.033
- Skubała P. 2018. Emocje i etyka, czyli co łączy mnie ze zwierzętami. W: Kubisz M., Tymieniecka-Suchanek J. Zwierzę – język – emocje. Dyskursy i narracje. Prace Naukowe Uniwersytetu Śląskiego nr 3729: 15–24. wersja drukowana ISBN 978-83-226-3198-0.
- Skubała P. 2018. World Scientists’ Second Warning to Humanity: The Time for Change Is Now. BioScience, biy007, https://doi.org/10.1093/biosci/biy007
- Skubała P. 2015. Etyka środowiskowa – dlaczego jej dzisiaj potrzebujemy. W: Bartoszek A., Fice M., Kurowska E., Sierka E. (red.) Prosumenckie społeczeństwo a energetyka prosumencka – problemy wdrażania innowacyjnych ścieżek rozwoju OZE. Uniwersytet Śląski w Katowicach, Katowice: 33–50. ISBN 978-83-64261-67-1.
- Skubała P. 2012. E-Learning as a Modern Method of Modeling Environmental Consciousness in Postindustrial Era: the Pros and Cons. In: Smyrnova-Trybulska E. (ed.) E-learning for Societal Needs. Monograph. University of Silesia, Cieszyn: 41–56. ISBN 978-83-60071-59-5.
- Skubała P., Kulik R. 2009. Ekologiczna wizja świata i człowieka. O związkach ekologii z psychologią. [Eco-friendly vision of the world and man. About interrelationships between ecology and psychology] W: Romanowska-Łakomy H., Kędzierska H. (red.) Człowiek Integralny. Holistyczna wizja człowieczeństwa. ENETEIA, Wydawnictwo Psychologii i Kultury, Warszawa: 235–246. ISBN 978-83-61538-04-2.
- Skubała P. 2007. Do We Live on the Symbiotic Planet? A Comment against „Nature Red in Tooth and Claw”. In: D. Lorimer, L. Sosnowski (eds) Towards a New Renaissance: Values, Spirituality and the Future. Jagiellonian University Press, Kraków: 101–110. ISBN 978-83-233-2234-4.
- Skubała P., Oziewicz M. 2006. Do We Live on the Symbiotic Planet? Ecological Principles of Life on Earth and Their Literary Implications. In: Justyna Deszcz-Tryhubczak, Marek Oziewicz (eds) Towards or Back to Human Values? Spiritual and Moral Dimensions of Contemporary Fantasy. Cambridge Scholars Press, Newcastle: 146–156. ISBN 1-904303-73-0.
- Skubała P. 2001. W jakim świecie naprawdę żyjemy? W: Papuziński A., Hull Z. (red.) Wokół Eko-filozofii. Księga jubileuszowa ofiarowana profesorowi Henrykowi Skolimowskiemu dla uczczenia siedemdziesięciolecia urodzin. Wydawnictwo Akademii Bydgoskiej, Bydgoszcz: 369–374. ISBN 83-7096-425-7.
- Skubała P., Franiel I. 2000. The concept of a sustainable city. In: Szarejko I. (ed.) Sustainable Development of Industrial and Urban Areas. Student Manual. Wydawnictwo Uniwersytetu Śląskiego, Katowice: 29–39. ISBN 83-226-1043-2.